# Şahin Mustafayev
Shahin Mustafayev Abdulla oglu, né le 13 juin 1965 à Jujevan, une ville du nord-est de l'Arménie, située dans le marz de Tavush, est un homme politique azerbaïdjanais, membre du Parti du nouvel Azerbaïdjan (YAP). 

## Carrière administrative
Il est diplômé de l'Université d'État d'économie d'Azerbaïdjan, à l'origine l'université d'État de Bakou, et est marié et père de trois enfants .
Entre 1990 et 1991, il a travaillé comme comptable principal au département principal de construction de Bakou. Entre 1991 et 1992, il a été employé comme comptable principal chez Spektrraffermir. De 1992 à 1999, Mustafayev a travaillé comme auditeur fiscal senior, auditeur d'État senior, et directeur de département au Bureau des impôts de l'État à Bakou. En 1999-2000, il a travaillé comme directeur du département d'analyse économique, de comptabilité et de prévisions fiscales. En 2000–2003, Mustafayev a été assistant, puis directeur du département d'analyse économique et de comptabilité du ministère des impôts et en 2003–2005, il a travaillé comme comptable principal et plus tard comme chef du département de comptabilité de la State Oil Company of Azerbaijan Republic (SOCAR), qui est la compagnie nationale pétrolière et de production de gaz naturel en Azerbaïdjan. Il a ensuite été nommé vice-président des relations économiques de SOCAR du 1er mars 2005 au 9 septembre 2006. Il a restructuré et amélioré considérablement le système comptable de la SOCAR.

## Carrière politique
Le 6 septembre 2006, Şahin Mustafayev  a été nommé sous-ministre de l'Économie et de l'Industrie. puis le 31 octobre 2008, il a repris le ministère du Développement économique en remplacement de Heydar Babayevqui  a été démis de ses fonctions dans le cadre du remaniement gouvernemental à la demande du président Ilham Aliyev.
Dans les premiers jours de son entrée en fonction, Mustafayev a procédé à une restructuration rapide, du ministère du Développement économique en licenciant certains chefs de service qui avaient été nommés précédemment à la tête de certains services.
Le 22 octobre 2019, il quitte ses fonctions de ministre de l'Économie à la suite de sa nomination en qualité de vice-Premier ministre d'Azerbaïdjan.

## Distinction
Şahin Mustafayev est titulaire dans l'ordre de Chohrat, qui se traduit par Ordre de la Gloire, c'est un prix décerné par le Président de la République d'Azerbaïdjan.

## Gallery

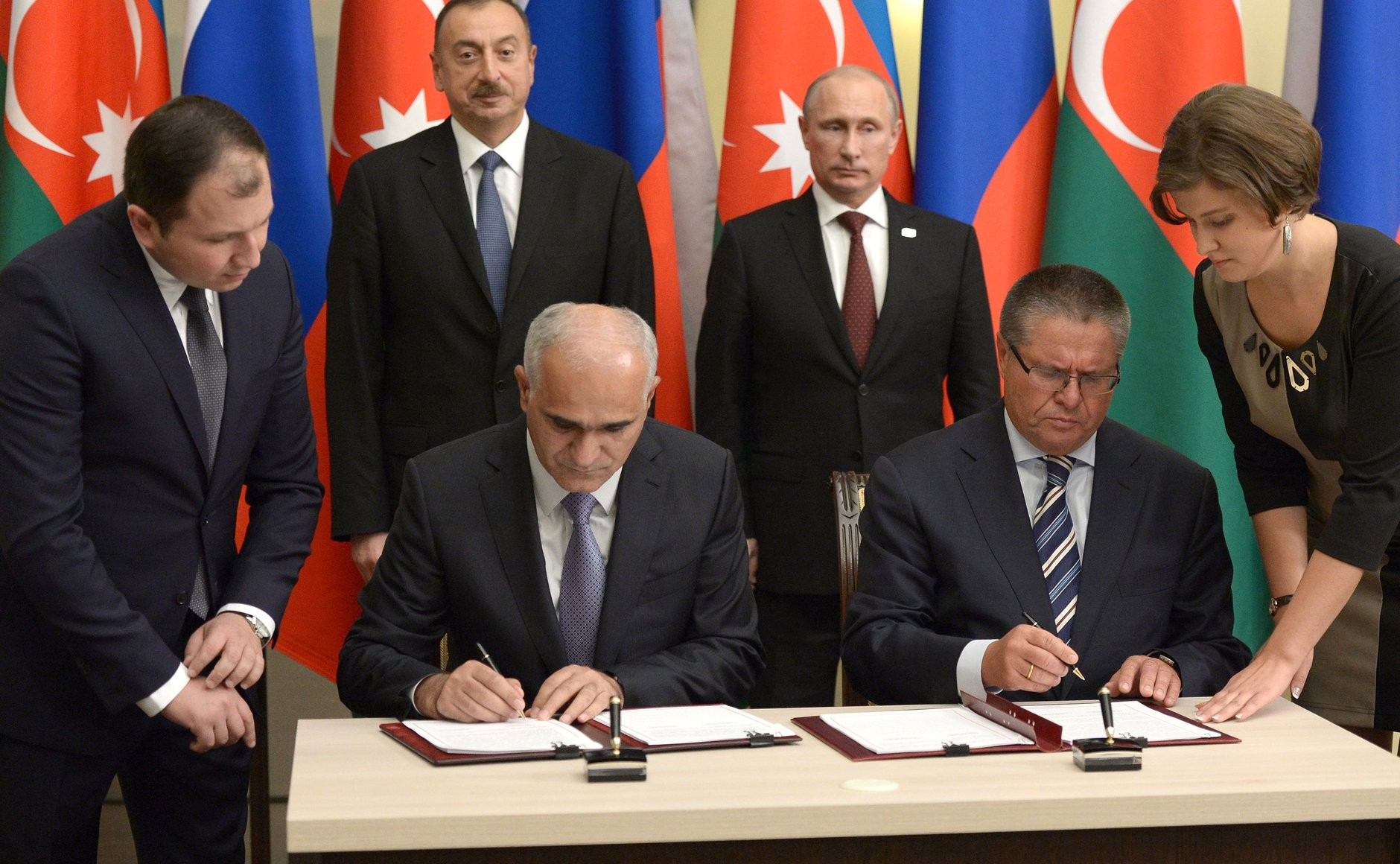
Şahin Mustafayev lors de la rencontre entre Vladimir Poutine et le président de la République d'Azerbaïdjan Ilham Aliyev.
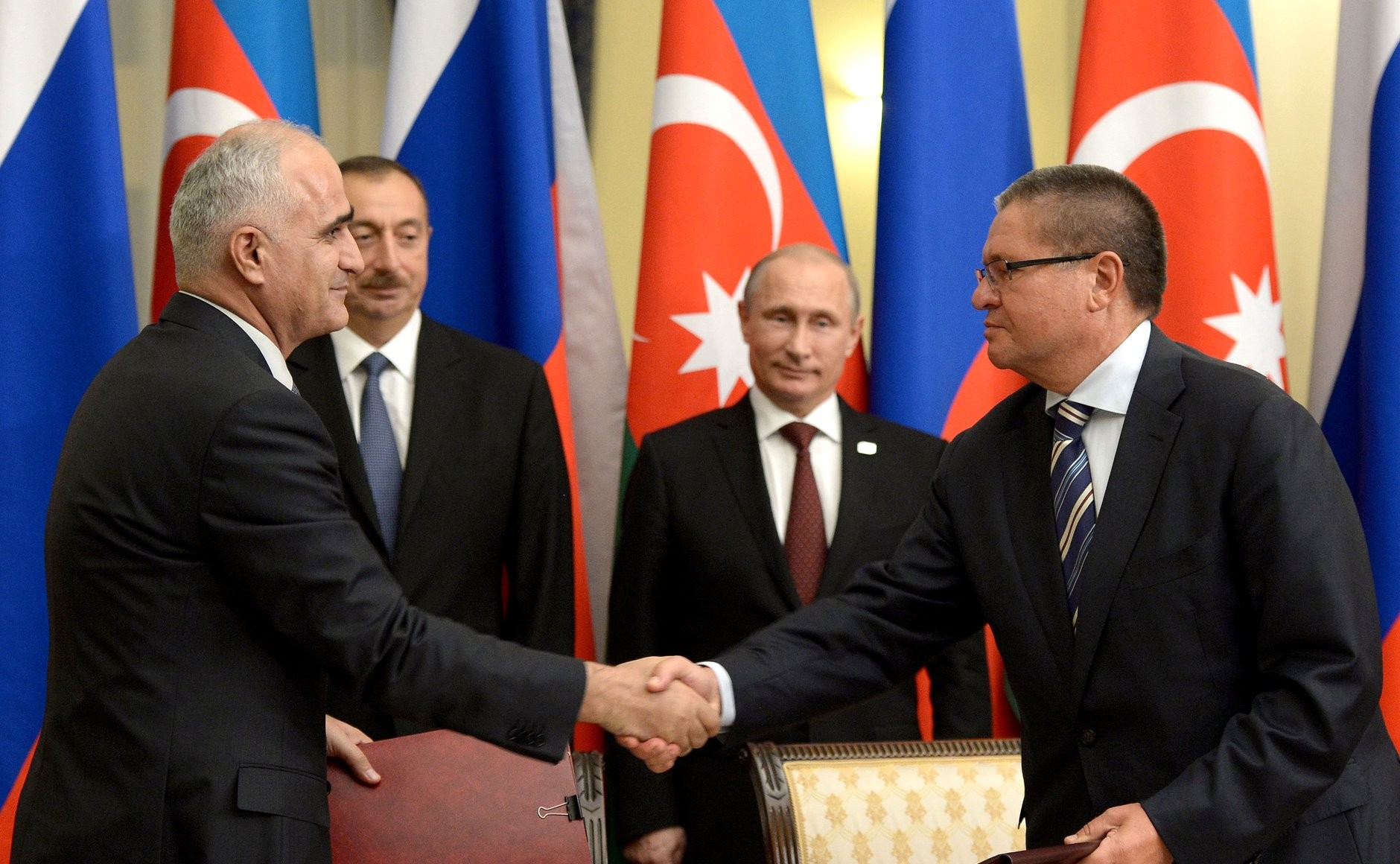
Şahin Mustafayev lors de la rencontre entre Vladimir Poutine et le président de la République d'Azerbaïdjan Ilham Aliyev.